# Willie Murrell
Willie Vernon Murrell (Taft, 13 settembre 1941 – Denver, 6 dicembre 2018) è stato un cestista statunitense, professionista nella ABA.

## Carriera
Venne selezionato dai St. Louis Hawks al quarto giro del Draft NBA 1964 (31ª scelta assoluta), ma non giocò mai nella NBA.

## Palmarès
- EPBL Most Valuable Player (1967)
- Campione EBA (1971)